# 25-я танковая дивизия (вермахт)
25-я танковая дивизия (25. Panzer-Division) — тактическое соединение сухопутных войск вооружённых сил нацистской Германии. Принимала участие во Второй мировой войне. Сформирована в марте 1942 года.

## Формирование дивизии
Дивизия формировалась с весны 1942 года в Норвегии. Первоначально в её состав вошли 214-й танковый батальон (трофейные французские танки), 146-й стрелковый полк, артиллерийская батарея, противотанковая рота. В августе 1943 года дивизия переведена во Францию, где была доведена до штата танковой дивизии.

## Боевой путь дивизии
С ноября 1943 года — на Восточном фронте, в составе группы армий «Юг», бои в районе Житомира.
В январе 1944 года — бои в районе Винницы, в марте-апреле 1944 — в районе Каменец-Подольского, понесла тяжёлые потери. Отведена на пополнение в Данию. С сентября 1944 года — вновь на Восточном фронте, бои в Польше.

«Рано утром 17 января с членом Военного совета А.М. Прониным, командующим артиллерией генералом Н. М. Пожарским и офицерами штаба мы выехали в дивизии первого эшелона в передовые войска. У переправы через Пилицу нагнали части 39-й гвардейской стрелковой дивизии, находившейся во втором эшелоне 28-го стрелкового корпуса. 120-й полк этой дивизии с приданным дивизионом артиллерии уже переправлялся через реку. В это время из деревни Гжмионца появилась колонна танков. Их было около двадцати, они направлялись к переправе. И вдруг мы разглядели на их броне фашистские кресты. Наши артиллеристы быстро развернулись в боевой порядок. Подпустив вражеские танки метров на четыреста, они открыли огонь. С первых же выстрелов почти половина танков была подбита и загорелась, остальные, отстреливаясь, начали отходить к деревне. Но туда уже вошёл 117-й полк той же 39-й дивизии. Заметив танки противника, артиллеристы полка развернули орудия и открыли встречный огонь. В результате от вражеской колонны уцелело всего два танка. Пленные танкисты показали, что они из 25-й танковой дивизии, которая после трёхдневных боев потеряла связь с высшим штабом и решила пробиваться на северный берег Пилицы. Так как переправа у Нове-Място была в руках советских войск, фашисты решили пробиться другим путём, но попали в огневой мешок»— Чуйков В. И. «Конец третьего рейха». М.: Советская Россия, 1973 г.
В феврале-марте 1945 года — бои на реке Одер, дивизия понесла большие потери. В апреле 1945 — остатки дивизии отведены в Австрию.

## Состав дивизии
В 1943 году:
- 9-й танковый полк
- 146-й моторизованный полк
- 147-й моторизованный полк
- 91-й артиллерийский полк
- 87-й мотоциклетный батальон
- 87-й противотанковый артиллерийский дивизион
- 279-й зенитный артиллерийский дивизион
- 87-й сапёрный батальон
- 87-й батальон связи
- 87-й полевой запасной батальон

## Командиры дивизии
- С 20 ноября 1943 г. — генерал-майор Ханс Трёгер
- С 1 июня 1944 г. — генерал-майор Освин Гролиг
- С 18 августа 1944 г. — генерал-майор Оскар Аудёрш

## Награждённые Рыцарским крестом Железного креста (4)
- Эрих Шнайдер, 10.02.1944 – капитан, командир 2-го батальона 9-го танкового полка
- Герман Штахельхауз, 04.05.1944 – обер-лейтенант, командир роты 1-го батальона 146-го моторизованного полка
- Отто Йедерманн, 14.05.1944 – капитан, командир 1-го батальона 146-го моторизованного полка
- Хайнц-Вилли Виттенштайн, 14.02.1945 – капитан, командир 2-го батальона 146-го моторизованного полка